# Brassói-medence
A Brassói-medence (más néven Brassó-Háromszéki-medence vagy Barcasági-Háromszéki-medence, románul Depresiunea Brașovului) Erdély keleti szélén helyezkedik el, Brassó megyében és Kovászna megyében. Hagyományosan szász és magyar (székely) terület, mára azonban csak románok és magyarok lakják. Déli részén terül el a környék legnagyobb városa, Brassó. További jelentős városok Sepsiszentgyörgy és Kézdivásárhely, mindkettő túlnyomórészt magyar lakosságú.

## Földrajz

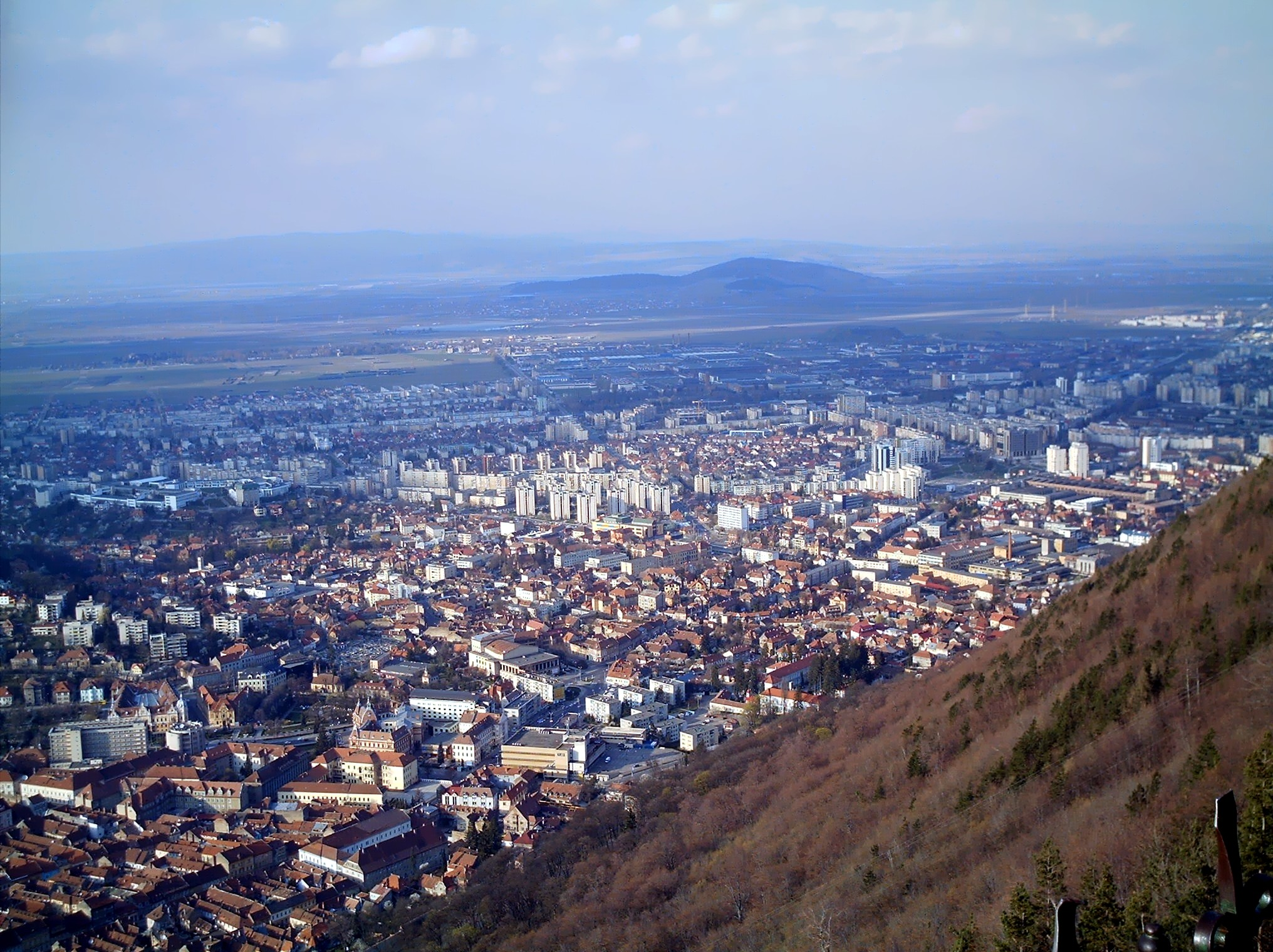
Brassó

A medencét közrefogó hegységek: északon a Baróti-hegység, keleten a Bodzafordulói-hegyek, délkeleten a Csukás-hegység, délen a Baj-hegység, a Barcasági-hegyek (Nagykőhavas, Keresztényhavas) és a Bucsecs-hegység, nyugaton a Királykő és a Fogarasi-havasok, északnyugaton a Persányi-hegység. Átlagos tengerszint feletti magasság valamivel több mint 500 méter. Északon, a Baróti-hegység lábánál halad el az Olt. Az egész medence vízgyűjtő területe ide tartozik.
A Brassói-medence részei:
- Barcasági-medence
- Baróti-medence (Erdővidéki-medence)
- Bodzafordulói-medence
- Háromszéki-medence
  - Alsó-Háromszéki-medence (Sepsiszéki- vagy Sepsiszentgyörgyi-medence)
  - Felső-háromszéki-medence (Kézdivásárhelyi-medence)

## Települések

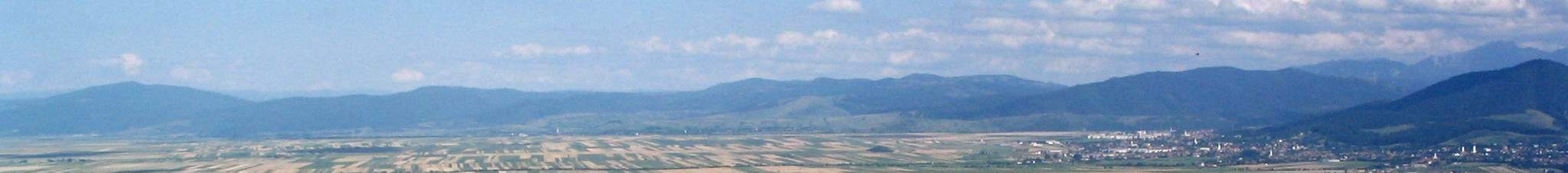
A Brassói-medence keleti része a Bodzafordulói-hegyekkel és a Csukás-hegységgel

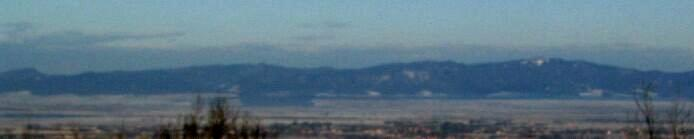
A Brassói-medence északnyugati része a Persány-hegységgel

A települések neve földrajzi helyzetük alapján követi egymást (északról délre):
Barcasági-medence:
Szászveresmart, Nyáraspatak, Hídvég, Barcaföldvár, Árapatak, Erősd, Botfalu, Barcaújfalu, Krizba, Szunyogszék, Höltövény, Feketehalom, Barcaszentpéter, Szászhermány, Prázsmár, Aldoboly, Illyefalva, Kökös, Uzon, Uzonfüzes, Kökösbácstelek, Bodola, Kerpenyes, Pürkerec, Zajzon, Tatrang, Brassó, Vidombák, Keresztényfalva, Barcarozsnyó, Szecseleváros, Zernest, Szászvolkány
Baróti-medence:
Barót, Felsőrákos, Köpec, Bibarcfalva, Olasztelek
Bodzafordulói-medence:
Bodzaforduló, Szitabodza, Zágonbárkány
Alsó-Háromszéki medence:
Sepsiszentgyörgy, Sugásfürdő, Árkos, Sepsikőröspatak, Kálnok, Sepsiszentkirály, Illyefalva, Aldoboly, Kilyén, Szotyor, Kökös, Kökösbácstelek, Uzon, Bikfalva, Dobolló, Dobollópatak, Márkos, Lisznyó, Lisznyópatak, Sepsimagyarós, Szentivánlaborfalva, Réty, Komolló, Angyalos, Gidófalva, Fotosmartonos, Étfalvazoltán, Zalán, Bodok, Oltszem, Málnás, Málnásfürdő, Mikóújfalu, Sepsibükszád
Felső-Háromszéki-medence:
Esztelnek, Kurtapatak, Csomortán, Kézdialmás, Bélafalva, Kézdiszentkereszt, Kézdiszárazpatak, Kiskászon, Kézdikővár, Torja, Kézdiszentlélek, Lemhény, Bereck, Kézdimartonos, Nyújtód, Kézdisárfalva, Kézdivásárhely, Futásfalva, Ikafalva, Ozsdola, Hilib, Szentkatolna, Csernáton, Kézdialbis, Dálnok, Gelence, Imecsfalva, Haraly, Hatolyka, Kézdimartonfalva, Kézdimárkosfalva, Székelypetőfalva, Zabola, Páva, Székelytamásfalva, Szörcse, Orbaitelek, Maksa, Lécfalva, Kovászna, Csomakőrös, Papolc, Zágon, Páké, Barátos, Cófalva, Bita, Réty, Eresztevény, Egerpatak, Nagyborosnyó, Kisborosnyó, Feldoboly